# Leal 2, Comando Yaguareté
Leal 2, Comando Yaguareté é um filme de ação paraguaio de 2023 dirigido por Armando Aquino e Mauricio Rial e escrito por Andrés Gelós, Natacha Caravia e Alejandro Cabral Theobald. É uma sequência do filme de 2018 Leal, solo hay una forma de vivir. É estrelado por Andrea Quattrocchi e Lali González. Estreou em 31 de agosto de 2023, nos cinemas paraguaios.
Foi selecionado como o filme representante do Paraguai na categoria de Melhor Longa-Metragem Internacional da 96.ª edição dos Óscares.

## Sinopse
Betty Jara, uma experiente ex-integrante da Senad que trabalha como chefe de investigações sob a égide do Ministério do Interior. Quando um de seus agentes é sequestrado por um grupo criminoso, Betty tenta libertá-lo com a ajuda da nova chefe da Senad, Graciela Agüero, encarregada de negociar a libertação do agente em troca de um dela. Implacável, Betty reúne o Comando Yaguareté para executar uma operação arriscada que se torna cada vez mais difícil quando percebem que não estão apenas combatendo uma rede de tráfico de drogas.

## Elenco
- Andrea Quattrocchi como Betty Jara
- Lali González como Graciela Agüero
- Renato Gómez como Basílio Aldana
- Bruno Sosa Bofinger como Dante Moreira
- Bruno Sosa como Dante
- Félix Medina como Agente Ibáñez
- Amambay Narváez como Agente Cynthia
- Germano Holanda como Caco
- Ana Maria Imizcoz como Elvira
- Mauricio A. Jortack como Roberto 'Curepa Corazón' Vallejos
- Rafael Kohan como Alfredo
- Fabio Chamorro como Chamorro
- Victoria Fretes como Julieta Ibáñez
- David Gerber como russo
- Hugo Jesús González como Secretário do Caco
- Silvio Rodas como Coronel Fernández (ex-ministro)
- Calolo Rodríguez como Antonio Quiñonez (Ministro)
- Sergio Quiñonez Román como Tembleque
- Antonella Zaldívar como esposa de Ibáñez
- Luis Zorrilla como o homem de confiança de Dante

## Produção
A filmagem durou 30 dias, realizada inteiramente no Paraguai em cidades como Assunção, Lambaré, Mariano Roque Alonso, Luque, Paraguarí e Ciudad del Este.